# Markus Eisenschmid
Markus Eisenschmid (* 22. Januar 1995 in Marktoberdorf) ist ein deutscher Eishockeyspieler, der seit Juni 2023 beim EHC Red Bull München aus der Deutschen Eishockey Liga (DEL) unter Vertrag steht und dort auf der Position des Centers spielt. Zuvor war Eisenschmid unter anderem drei Spielzeiten für die St. John’s IceCaps und Rocket de Laval in der American Hockey League (AHL) sowie fünf Spielzeiten für die Adler Mannheim in der DEL aktiv. Seine Schwestern Tanja und Nicola sind ebenfalls Eishockeyspielerinnen und gehören dem Frauen-Nationalteam an.

## Karriere
Eisenschmid spielte von Beginn an für die Jugendmannschaften des ESV Kaufbeuren. In den Spieljahren 2011/12 und 2012/13 lief er in der Deutschen Nachwuchsliga (DNL) auf. In derselben Zeit wurde er erstmals in die Nachwuchsmannschaften der Nationalmannschaft berufen. In der Saison 2012/13 absolvierte Eisenschmid seine ersten Spiele für die erste Mannschaft in der damaligen 2. Bundesliga. Im April 2013 wurde Eisenschmid von den Hamburg Freezers verpflichtet, für die er allerdings nie auflief.

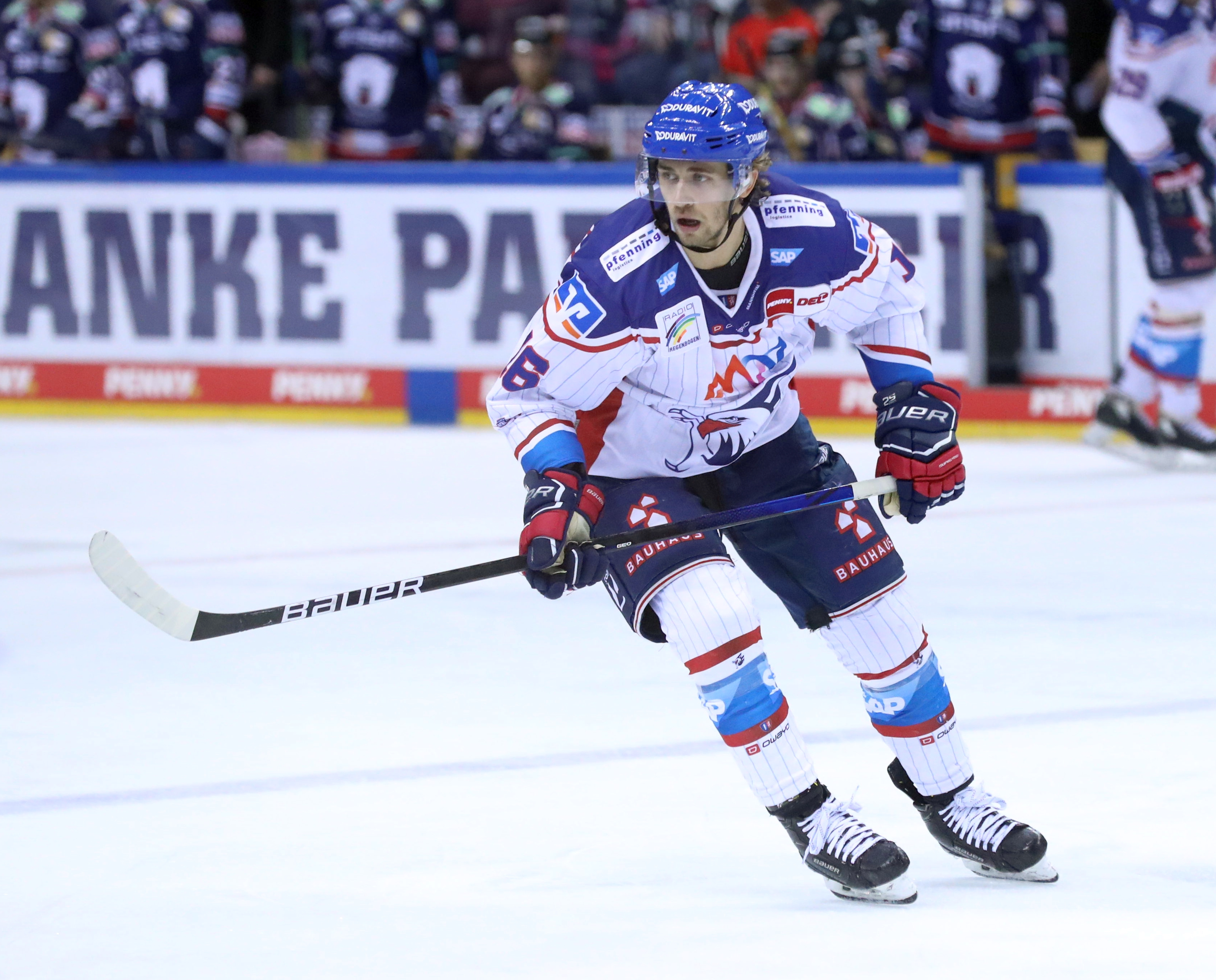
Eisenschmid im Trikot der Adler Mannheim (2021)

Vor der Saison 2013/14 wurden dann die Scouts aus Nordamerika auf Eisenschmid aufmerksam. Von den Medicine Hat Tigers aus der Western Hockey League (WHL) wurde er im CHL Import Draft in der ersten Runde an 28. Stelle ausgewählt. Aufgrund einer Klausel in seinem Vertrag war es ihm möglich für zwei Spielzeiten zu den Medicine Hat Tigers in die Western Hockey League zu wechseln. Nach zwei erfolgreichen Spielzeiten in der kanadischen Juniorenliga wurde der Stürmer aufgrund guter Leistungen von den Canadiens de Montréal zum Sommertrainingslager eingeladen. Ihm wurde anschließend ein Vertrag für die American Hockey League (AHL) mit den St. John’s IceCaps angeboten, für die er ab Oktober 2015 aktiv war. Im Januar 2017 statteten ihn dann auch die Canadiens mit einem Zweijahresvertrag aus, woraufhin er mit Beginn der Saison 2017/18 für deren neues Farmteam Rocket de Laval auflief.
Im Juni 2018 unterschrieb er einen Vertrag bei den Adler Mannheim aus der Deutschen Eishockey Liga (DEL) und kehrte somit in sein Heimatland zurück. In seiner DEL-Rookiesaison 2018/19 konnte der Angreifer überzeugen, schoss in 50 Spielen 20 Tore, bereitete weitere 22 Tore vor und beendete die Hauptrunde mit den Adlern auf dem ersten Tabellenplatz. Am Ende der Playoffs stand der Gewinn der Deutschen Meisterschaft. Nach vier weiteren Jahren bei den Mannheimern verließ der Mittelstürmer nach der Saison 2022/23 den Klub im Zuge eines großen Umbruchs im Kader und wechselte zum amtierenden Meister EHC Red Bull München.

### International
Seit der Nominierung in die U16-Nationalmannschaft des Deutschen Eishockey-Bundes nahm Eisenschmid regelmäßig an den Turnieren und Weltmeisterschaften der Junioren für Deutschland teil. Nachdem er die World U-17 Hockey Challenge 2011 absolviert hatte, folgten für den Stürmer Teilnahmen an den U18-Junioren-Weltmeisterschaften der Jahre 2012 und 2013 sowie den U20-Junioren-Weltmeisterschaften 2014 und 2015.
Für die A-Nationalmannschaft debütierte Eisenschmid Ende April 2018 im Rahmen der Euro Hockey Challenge 2018 und nahm anschließend an der Weltmeisterschaft 2018 in Dänemark teil. Im Jahr darauf spielte er auch bei der Weltmeisterschaft 2019 in der Slowakei. Seine dritte Weltmeisterschaftsteilnahme folgte im Jahr 2021.

## Erfolge und Auszeichnungen
- 2019 Deutscher Meister mit den Adler Mannheim

## Karrierestatistik
Stand: Ende der Saison 2024/25

### International
Vertrat Deutschland bei:
| - World U-17 Hockey Challenge 2011 - U18-Junioren-Weltmeisterschaft 2012 - U18-Junioren-Weltmeisterschaft 2013 - U20-Junioren-Weltmeisterschaft 2014 | - U20-Junioren-Weltmeisterschaft 2015 - Weltmeisterschaft 2018 - Weltmeisterschaft 2019 - Weltmeisterschaft 2021 |

(Legende zur Spielerstatistik: Sp oder GP = absolvierte Spiele; T oder G = erzielte Tore; V oder A = erzielte Assists; Pkt oder Pts = erzielte Scorerpunkte; SM oder PIM = erhaltene Strafminuten; +/− = Plus/Minus-Bilanz; PP = erzielte Überzahltore; SH = erzielte Unterzahltore; GW = erzielte Siegtore; 1 Play-downs/Relegation; Kursiv: Statistik nicht vollständig)